# تپه امامزاده حمزه
تپه امامزاده حمزه مربوط به دوران‌های تاریخی پس از اسلام است و در شهرستان نکا، بخش مرکزی، روستای طوس کلا واقع شده و این اثر در تاریخ ۱ مهر ۱۳۸۲ با شمارهٔ ثبت ۱۰۲۹۹ به‌عنوان یکی از آثار ملی ایران به ثبت رسیده است.